# 世久見湾
世久見湾（せくみわん）は、福井県若狭町の湾で、若狭湾の支湾。西側に突出する[黒崎半島（別名：田烏半島）獅子ヶ崎から東側の常神半島常神岬により、若狭湾と区切られる。若狭湾国定公園の一部で、透明度が20mあり三方海中公園に指定されている。

## 地理
若狭町中部のリアス式海岸で、背後の山地がそのまま岬や崎を形成している。湾岸を国道162号が数本のトンネルで繋ぎ三方五湖や常神半島に出る。

## 自然

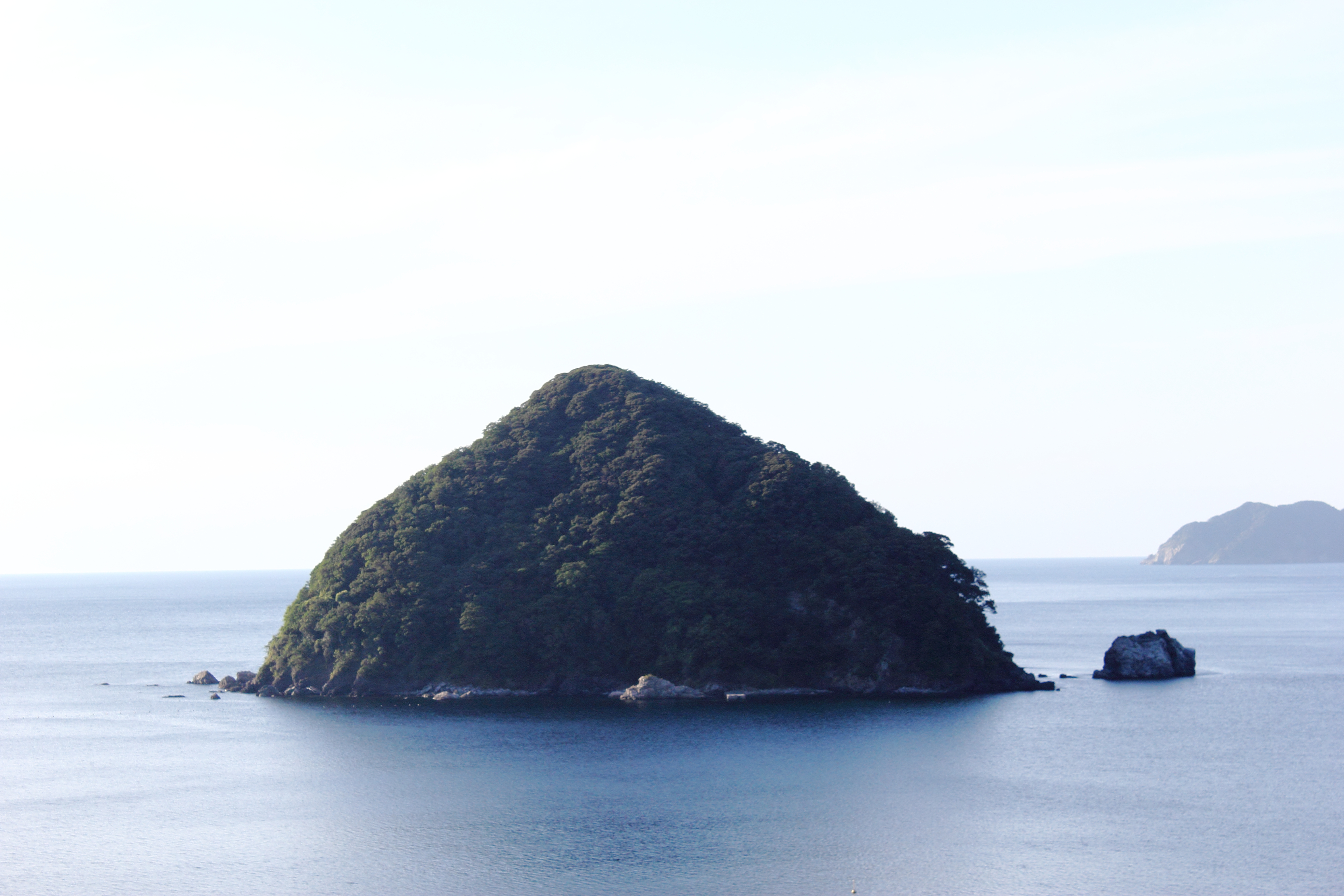
烏辺島

多くの岩礁を有し、湾内に烏辺島、湾口には御神島がある。また多数の魚介類や藻類が生息し、漁業が盛んであるとともに、多くの釣り愛好家が訪れている。
また、湾内にはトラフグの養殖が盛んであり、冬季の観光客向けにふぐ料理を出す民宿が多い。
静かな入り江には、漁港と小規模の海水浴場が多数点在する。

## 施設　名所
- 国立若狭湾青少年自然の家